# Dismodicus modicus
Dismodicus modicus là một loài nhện trong họ Linyphiidae.
Loài này thuộc chi Dismodicus. Dismodicus modicus được Ralph Vary Chamberlin & Wilton Ivie miêu tả năm 1947.